# إرفينغ ر. ليفين
إرفينغ ر. ليفين (بالإنجليزية: Irving R. Levine)‏ هو مذيع أخبار وأستاذ جامعي وكاتب ومقدم تلفزيوني وصحفي أمريكي، ولد في 26 أغسطس 1922 في بوتكيت في الولايات المتحدة، وتوفي في 27 مارس 2009 في واشنطن العاصمة في الولايات المتحدة.

## وصلات خارجية
- إرفينغ ر. ليفين على موقع إن إن دي بي (الإنجليزية)